# دینک (فیلم)
دینک (به انگلیسی: The Dink) یک فیلم کمدی ورشی آمریکایی آماده اکران دربارهٔ ورزش پیکل‌بال به کارگردانی جاش گرینباوم، نویسندگی شان کلمنتس و تهیه‌کنندگی بن استیلر و جیک جانسون است. بازیگران این فیلم شامل جانسون، استیلر، کلوئه فاینمن، کریستین تیلور، پتن اسوالت، مارتین کوون، مری استینبرجن و اد هریس و همچنین تنیسورهای سابق اندی رادیک و جان مک‌انرو می‌شوند.
به ضربات نرم و آهسته در منطقه غیر والی، که دینک نامیده می‌شوند، برای محدود کردن توانایی حریف در حمله بازی پیکل‌بال استفاده می‌شوند.

## خلاصه داستان
یک تنیسور حرفه‌ای پا به سن گذاشته باید برخلاف غریزه‌اش عمل کند و برای نجات یک باشگاه محلی، پیکل‌بال بازی کند.

## تولید
فیلمبرداری اصلی در ۴ نوامبر ۲۰۲۴ در لس‌آنجلس آغاز شد.